# Buckleria
Buckleria is een geslacht van vlinders van de familie vedermotten (Pterophoridae).

## Soorten
- B. girardi Gibeaux, 1992
- B. madecassea Gibeaux, 1994
- B. negotiosus (Meyrick, 1926)
- B. paludum - Zonnedauwvedermot (Zeller, 1839)
- B. vanderwolfi Gielis, 2008